# جوناثان إلمر
جوناثان إلمر (بالإنجليزية: Jonathan Elmer) هو سياسي أمريكي، ولد في 29 نوفمبر 1745 في نيوجيرسي في الولايات المتحدة، وتوفي في 3 سبتمبر 1817 في الولايات المتحدة. حزبياً، نشط في Pro-Administration Party (United States) ‏. وقد انتخب عضو مجلس الشيوخ الأمريكي.